# Teiichi Matsumaru
Teiichi Matsumaru (jap. 松丸 貞一 Matsumaru Teiichi; ur. 28 lutego 1909 w Tokio, zm. 6 stycznia 1997) – japoński piłkarz, reprezentant kraju.

## Kariera klubowa
Jako piłkarz grał w klubie Keio BRB.

## Kariera reprezentacyjna
W reprezentacji Japonii zadebiutował 13 maja 1934 w meczu przeciwko reprezentacji Indonezji. W sumie w reprezentacji wystąpił w 3 spotkaniach.

## Statystyki
| Reprezentacja Japonii | Reprezentacja Japonii | Reprezentacja Japonii |
| Rok                   | Mecze                 | Gole                  |
| --------------------- | --------------------- | --------------------- |
| 1934                  | 3                     | 0                     |
| Razem                 | 3                     | 0                     |